# Törékeny fügekaktusz
A törékeny fügekaktusz (Opuntia fragilis) Észak-Amerika déli részéről (Texas, Arizona stb.) származó fügekaktusz faj.

## Megjelenése
Alacsony, terjedő növekedésű; hajtásai csak mintegy 15 cm-re emelkednek a föld színe fölé. A csak néhány cm hosszú szártagok többnyire sötétzöldek, gömbölydedek vagy kissé lapultak. Könnyen leválnak; erről kapta a nevét is (fragilis = törékeny). A letört szártagok könnyen meggyökeresednek. Kis areoláin egy, vagy csak néhány erősebb tövis van, horgasszőrei sárgásfehérek. Virága 4–5 cm átmérőjű, halvány sárga vagy vörösessárga. Termése tövises.

## Életmódja
Hidegtűrő faj; Magyarországon szabadba kiültetve is áttelel.